# Nelly Beltrán
Nelly Beltrán (Buenos Aires, 29 de agosto de 1925 - ibidem, 2 de diciembre de 2007) fue una actriz de comedia argentina que se destacó en el cine, la televisión y el teatro.
Su extensa carrera se inició en la radio. Debutó en teatro con Las lágrimas también se secan, protagonizada por Irma Córdoba. De amplia filmografía, su único rol protagónico en cine fue en La gorda (1966), junto a Rodolfo Zapata. Compuso personajes marginales en Rosaura a las diez (1958) y El rufián (1961).
Trabajó en una gran número de películas picarescas y pasatistas. Hizo importantes ciclos de televisión y en teatro se destacó en Boeing-Boeing. Casada con Maurice Jouvet, su hija Mónica Jouvet murió accidentada en abril de 1981.

## Biografía

### Comienzos
Alentada por su padre, quien era amigo del guionista de Ronda policial, un ciclo de hechos policiales transmitidos por Radio Porteña; decidieron hacerle una prueba («casting») impulsados por sus dotes interpretativas. Teniendo 10 años, la integraron rápidamente al elenco radial de 1936 que incluía a Guido Gorgatti y Nelly Prince. También durante su juventud, estudió pintura y tomó clases de actuación.
En 1952, la actriz Beatriz Taibo le propuso un papel para la obra Las lágrimas también se secan, con la protagonismo estelar de Irma Córdoba. Su papel, para el cual debió engordar 10 kilogramos, la consagró como "Actriz Revelación". En 1953, integrando el elenco de Señorita maestra, conoció a Maurice Jouvet, un actor nacido en Francia; con el que se casó dos semanas después de haber comenzado el noviazgo y tuvo una hija en 1955, la actriz Mónica Jouvet.
Presentándose en el ámbito radial, actuó, entre otros programas, en La familia Rampullet, un programa humorístico de LOR Radio Argentina y desde 1954 en La revista dislocada, programa que lideró durante años la audiencia de los mediodías dominicales y luego pasó a la TV, regresó a la radio -por Nacional, domingos a las 14- con su programa tradicional. En 1955 fue convocada por el director Leopoldo Torre Nilsson para secundar a Tita Merello en Para vestir santos, un drama para Argentina Sono Film (SACI). La trama indicaba que una joven gasta todo su dinero destinado a su boda, por lo que se separa de su pareja. Luego, se reencuentran tiempo después, ya casado.

### Consagración
Aunque sus primeros papeles fueron dramáticos, se destacó en Rosaura a las diez (1958), de Mario Soffici donde compuso a una prostituta que le valió el apoyo de la crítica; y en El rufián (1961), donde encarnó a una mujer recién casada con la compañía de Aída Luz. Desde finales de la década del `50 acompañó a Juan Verdaguer y a Ámbar La Fox en el ciclo televisivo Risas y sonrisas; y para 1960 continuó en este medio con Telecómicos, un programa de humor con guiones de Aldo Cammarota y Délfor Amaranto. En 1960 APTRA le otorgó el premio Martín Fierro como Mejor Actriz de Reparto por su labor en La hermana San Sulpicio.
Desde 1961, estuvo en el reparto de diversos filmes de importante trascendencia, como Libertad bajo palabra, con María Aurelia Bisutti; El televisor (1962), comedia con la protagonismo de Blanca del Prado; y Canuto Cañete y los 40 ladrones (1964), de Leo Fleider. Este último filme estaba protagonizado por el cómico Carlos Balá, y se realizaron varias versiones de su personaje a lo largo de la década, como Canuto Cañete, detective privado (1965), de la que Beltrán participó e interpretó a la esposa de Salvador. Tras rodar Placeres conyugales (1964) y Pajarito Gómez (1965); realizó, a pesar de tratarse de una figura de primer orden en la comedia argentina, su único papel protagonista en cine, en la película La gorda, con el cantautor folklórico Rodolfo Zapata, autor del famoso tema humorístico que dio nombre al filme.
Su matrimonio de 46 años con Jouvet consolidó una de las parejas artísticas más importantes del espectáculo, motivo por el cual se la comparó con la de José Cibrián y Ana María Campoy. Entre las piezas teatrales en que participó se destaca su labor en el Teatro Astral en Boeing-Boeing, donde compartió cartel con Osvaldo Miranda y Ernesto Bianco, dos de sus referentes preferidos junto con Ubaldo Martínez.
Participó en 43 películas y 85 obras teatrales aproximadamente. En 1967 fue dirigida por Julio Saraceni para Federal Films en Villa Cariño, una de sus producciones más recordadas junto con su similar versión: Villa Cariño está que arde, bajo las órdenes de Emilio Vieyra y estrenada un año después, en 1968. En 1972 secundó a Palito Ortega y Libertad Lamarque en La sonrisa de mamá, de Enrique Carreras; del cual surgió un popular tema musical interpretado generalmente, en el "Día de la Madre". A pesar de que no intervino en la exitosa serie de TV de Los Campanelli, tuvo un breve papel en una de sus versiones cinematográficas con Menchu Quesada.
Nelly Beltrán se lució por su gracia natural, simpatía y su facilidad para interpretar toda clase de personajes que abarcaron con igual facilidad tanto la comedia como el drama.
Para los años 1970, Beltrán ya se había convertido en una de las actrices cómicas más relevantes de Argentina al igual que Pepita Muñoz, Margarita Padín, Niní Marshall u Olinda Bozán. Con el inicio de la dictadura militar, encabezada por Jorge Rafael Videla, en 1976 comenzó a trabajar en cine con los cómicos más populares de aquellas épocas. Primeramente, acompañó a Osvaldo Pacheco en El profesor erótico, de Rafael Cohen; y más tarde, secundó a Juan Carlos Calabró y a Susana Giménez en Yo también tengo fiaca, para la empresa Cinematográfica Victoria a finales de la década de 1970. En abril de 1981, su hija Mónica Jouvet, sufre un accidente automovilístico que la deja en coma durante 11 días hasta su muerte, a la edad de 26 años. El hecho causó repercusión en el espectáculo, y desde aquel entonces sus trabajos se redujeron, se le diagnosticó diabetes y, se decía, «perdió la alegría».
Casualmente, incursionó en 1982 en dos películas donde el grupo musical Los Parchís eran los protagonistas. Posteriormente confesó a los medios gráficos: «Para llegar al público no hace falta ser Miss Universo». Su valorable trayectoria televisiva abarca ciclos como El vendedor de ilusiones (1971), por Canal 9; Mañana puedo morir (1979), con Narciso Ibáñez Menta; Un beso muy peligroso (1982), por ATC y en compañía de su esposo; y Coraje, mamá (1985), donde encarnó a Dora.
En 1981 representó en el Teatro Nacional Cervantes El enfermo imaginario, con Santiago Gómez Cou, recibió el Premio Konex a la Mejor Actriz Cómica, y en 1983 llevó a cabo en Villa Carlos Paz la obra Le ordeno que me ame, señora, con su ex-yerno Pablo Alarcón y Perla Caron. En 1985 comentó que abandonaría su espectáculo La fiaca.
De 1982 a 1987 trabajó activamente con Jorge Porcel y Alberto Olmedo en películas picarescas de gran éxito, generalmente dirigidas por Enrique Carreras y con guiones de Juan Carlos Mesa. Entre sus labores con ellos se puede mencionar sus participaciones en Los fierecillos indomables (1982), Los fierecillos se divierten (1983), Los colimbas se divierten (1986), y Los colimbas al ataque (1987). Pero la trágica muerte de Olmedo en 1988, produjo una notable reducción de películas de este tipo.

### Vida privada
En las emisoras de Radio Stentor  donde hacía radioteatro junto a Dorita Ferreyra y Martha moreno, conoció al periodista Juan Lefcovich  con quien tuvo a sus dos hijos varones. Sin embargo, por esas alternativas de la vida, comenzaron los problemas y el distanciamiento entre Juan y Nelly. Ella vivió con los hijos un tiempo. Una mañana, salió  a trabajar como siempre  y cuando retornó encontró el hogar  vacío. Ni los hijos, ni las cosas. Recién después de muchos años, pudo enterarse de que Juan Lefcovich  se había afincado junto a los hijos del matrimonio, en Nueva York, que trabajaba como periodista las Naciones Unidas y que luego comenzaría a desempeñar corresponsalías para Radio Rivadavia y Radio Continental. Lefcovich  falleció en Lima producto de un infarto. Los hijos, para ese entonces, ya estaban afincados en Los Ángeles, el mayor se había casado con una periodista argentina; y el menor, también casado, se desempeñaba como ingenieron en sonido. Se pudieron reencontrar casualmente pero ese encuentro fue frío y sin afecto, ya que ninguno de los dos hablaba castellano.
Tras integrar la obra "La tercera palabra" en el Teatro Odeón, encabezada por Elina Colomer, conoce a su segundo esposo, el actor Maurice Jouvet. Con él tuvo a su única hija mujer: Mónica Jouvet, quien también incursionó en la actuación. Lamentablemente, Mónica falleció en 1981, con apenas veintiséis años, en un accidente de tránsito.

### Últimos años y fallecimiento
En el verano de 1990, mientras protagonizaba Sor-pre-sas en Villa Carlos Paz, había anunciado su «retiro voluntario y definitivo de las tablas». Si bien argumentó tener «algunos achaques de salud», reconoció que una de las razones más fuertes pasaba «por la mezcla que se está dando en el oficio... Antes había más compromiso, más seriedad. Ahora, este invento de las modelitos y las secretarias de TV le hizo muy mal a la actuación». Prácticamente retirada, en 1991 cumplió dos roles: en televisión, para La banda del Golden Rocket, con Adrián Suar y Diego Torres; y en cine, para Ya no hay hombres, de Alberto Fischerman.
Su retiro definitivo ocurrió en 1996 cuando representó en TV a Teresa en Los ángeles no lloran, protagonizada por Patricia Palmer y Susana Campos. En 1999, murió su esposo con 76 años y víctima de una prolongada enfermedad. La sobreviven sus dos hijos varones de su primer matrimonio con Juan Lejcovich, quienes viven en los Estados Unidos.
En 2004 la Asociación Argentina de Actores le rindió un homenaje donde estuvieron presentes Pablo Alarcón, Osvaldo Miranda, Rafael Carret y María Concepción César. A su vez, se recuperó del cáncer de mama que se le había diagnosticado, mediante quimioterapia. Tras padecer un agudo cuadro de anemia y la profundización de su diabetes, fue trasladada desde su residencia en Palermo Viejo hacia la clínica La Providencia, de Capital Federal; allí se solicitó dadores de sangre de cualquier grupo debido a que no se alimentaba correctamente. Sin embargo, falleció el 2 de diciembre de 2007 a las 9 h a la edad de 82 años. Sus restos fueron inhumados el 4 de diciembre a las 10 h en el Panteón de Actores del cementerio de La Chacarita.

## Filmografía
- Ya no hay hombres (1991)
- Los colimbas al ataque (1987)
- Rambito y Rambón, primera misión (1986)
- Los colimbas se divierten (1986)
- Los fierecillos se divierten (1982)
- Los fierecillos indomables (1982)
- Las aventuras de los Parchís (1982)
- La magia de Los Parchís (1981)
- Abierto día y noche (1981)
- Yo también tengo fiaca! (1978)
- El divorcio está de moda (de común acuerdo) (1978)
- El profesor erótico (1976)
- Don Carmelo Il Capo (1976)
- Un mundo de amor (1975)
- En el gran circo (1974)
- Crimen en el hotel alojamiento (1974)
- Autocine mon amour (1972)
- El picnic de los Campanelli (1972)
- La sonrisa de mamá (1972)
- La vida continúa (1969)
- Villa Cariño está que arde (1968)
- Destino para dos (1968)
- Coche cama, alojamiento (1967)
- Villa Cariño (1967)
- La gorda (1966)
- Vivir es formidable (1966)
- La buena vida (1966)
- Los tímidos visten de gris (inédita) (1965)
- Bicho raro (1965)
- Pajarito Gómez -una vida feliz- (1965)
- Canuto Cañete, detective privado (1965)
- Canuto Cañete y los 40 ladrones (1964)
- Placeres conyugales (1963)
- Pelota de cuero (Historia de una pasión) (1963)
- Propiedad (1962)
- El televisor (1962)
- Libertad bajo palabra (1961)
- El rufián (1961)
- Dos tipos con suerte (1959)
- Socios para la aventura (1958)
- Rosaura a las diez (1958)
- Historia de una carta (1957)
- Para vestir santos (1955)

## Televisión
- 1963: Risas... y sonrisas.